# George Giuglea
George Giuglea (n. 29 ianuarie 1884, Săcele, Austro-Ungaria – d. 7 aprilie 1967, București, România) a fost un lingvist român, membru corespondent al Academiei Române.

## Biografie
Urmează Școalele Centrale Române greco-ortodoxe din Brașov, apoi Facultatea de Litere și Filosofie din București (1903-1908), fiind discipolul lui Ovid Densusianu. Între anii 1913-1914 este lector de limba română la Sorbona. Își susține doctoratul la Universitatea din Cluj (1920), unde va fi profesor la Catedra de filologie romanică a Facultății de Litere și Filosofie din 1919 până în 1947. A urmat, de asemenea, specializări în lingvistică romanică în Italia și în Spania. Concomitent cu activitatea de la catedră, a făcut parte, încă de la înființare, din colectivul Muzeului Limbii Române din Cluj, condus de către Sextil Pușcariu. Studiile sale s-au axat pe domeniile lexicologiei, etimologiei și toponimiei, în cadrul cărora este aplicată metoda de  cercetare „cuvinte și lucruri” (Wörter und Sachen).

## Decorații
- Semnul Onorific „Răsplata Muncii pentru 25 ani în Serviciul Statului” (13 octombrie 1941)[1]

## Lucrări publicate
- Cercetări lexicografice. Elemente latine în limba română, București, 1909
- De la românii din Serbia. Culegere de literatură populară (în colaborare cu G. Vâlsan), București, 1913
- Călătoriile călugărului Chiriac de la mânăstirea Secul, București, 1936
- Concordances linguistiques entre le roumain et les parlers de la zone pyrénéenne, Cluj, 1937
- Cheie pentru înțelegerea continuității noastre în Dacia prin limbă și toponimie, București, 1944
- Uralte Schichten und Entwicklungsstufen in der Struktur der dakorumänischen Sprache, Sibiu, 1944
- Cuvinte românești și romanice. Studii de istoria limbii, etimologie, toponimie, ediție îngrijită, introducere, bibliografie, note și indice de Florența Sădeanu, București, 1983
- Fapte de limbă. Mărturii despre trecutul românesc. Studii de istoria limbii, etimologie, toponimie, ediție îngrijită, introducere, tabel cronologic, note și indice de Florența Sădeanu, București, 1988

## Afilieri
- Membru corespondent al Academiei Române (din 1936)